# جان آزبورن (قایقران)
جان آزبورن (انگلیسی: John Osborn؛ زادهٔ ۱ ژانویهٔ ۱۹۴۵) قایقران قایق بادبانی اهل بریتانیا است.